# هيغاشيكاغاوا (كاغاوا)
مدينة هيغاشيكاغاوا (بالإنجليزية: Higashikagawa)‏ هي أحد المدن التابعة لمحافظة كاغاوا. تأسست رسميًا في 01/04/2003. ويقدر عدد سكانها بـ 34953 نسمة حسب تقدير مكتب الإحصاء الياباني لعام 2012. تبلغ مساحة هيغاشيكاغاوا 153.35 كم2. بكثافة سكانية تبلغ 228 نسمة/كم2.